# PGC 23763
LEDA/PGC 23763 ist eine isolierte Balken-Spiralgalaxie vom Hubble-Typ SBb mit aktivem Galaxienkern im Sternbild Krebs auf der Ekliptik. Sie ist schätzungsweise 382 Millionen Lichtjahre von der Milchstraße entfernt und hat einen Durchmesser von etwa 110.000 Lichtjahren. Vom Sonnensystem aus entfernt sich das Objekt mit einer errechneten Radialgeschwindigkeit von näherungsweise 8.600 Kilometern pro Sekunde.

## Galaktisches Umfeld
| Nr. | Galaxie          | Alternativname            | Rek           | Dek           | Distanz/asec |
| --- | ---------------- | ------------------------- | ------------- | ------------- | ------------ |
| →   | LEDA/PGC 23763   | NSA 64404                 | 08h28m25.872s | +25d00m52.69s | 0            |
| 1   | IC 508           | LEDA/PGC 23763            | 08h28m25.872s | +25d00m52.69s | 399.94       |
| 2   | LEDA/PGC 1719032 | 2MASX J08281541+2452539   | 08h28m15.422s | +24d52m53.47s | 499.94       |
| 3   | LEDA/PGC 1726686 | 2MASX J08274339+2508231   | 08h27m43.400s | +25d08m23.20s | 731.93       |
| 4   | LEDA/PGC 1726992 | 2MASX J08274324+2508571   | 08h27m43.252s | +25d08m57.16s | 754.98       |
| 5   | LEDA/PGC 23729   | NSA 84298                 | 08h27m45.954s | +24d51m02.48s | 802.03       |
| 6   | LEDA/PGC 1715419 | 2MASX J08283663+2445100   | 08h28m36.634s | +24d45m10.34s | 953.70       |
| 7   | LEDA/PGC 1715185 | 2MASX J08282643+2444370   | 08h28m26.427s | +24d44m36.80s | 975.88       |
| 8   | LEDA/PGC 1731545 | WISEA J082825.26+251730.0 | 08h28m25.251s | +25d17m29.98s | 997.18       |